# Turkije op het Eurovisiesongfestival 1997
Turkije deed mee aan het Eurovisiesongfestival 1997 in de Ierse hoofdstad Dublin. Het was de 19de deelname van het land op het Eurovisiesongfestival.

## Selectieprocedure
De kandidaat voor Turkije op het Eurovisiesongfestival werd gekozen door een nationale finale.
In totaal namen 10 artiesten deel aan deze finale. De winnaar werd gekozen door een jury.
| Artiest                   | Lied                 |
| ------------------------- | -------------------- |
| Şebnem Paker & Grup Etnik | Dinle                |
| Burcu Güneş               | Gece                 |
| Serdar Aydemir            | Aşkıma İnan          |
| Şebnem Özsaran            | Dördüncü Boyut       |
| Seban Deniz               | Hiç Gitme            |
| Tüzmen & Elçin Engin      | Şarkı                |
| Tuba Önal                 | Sevda Bu Dostun      |
| Erdal Çelik               | Seninle              |
| Pınar Karakoç             | Sen nerede Ben orada |
| Ece Sandallı              | Sevda                |

## In Dublin
In Dublin trad Turkije als 2de land aan, na Cyprus en voor Noorwegen. Op het einde van de stemming bleek dat ze 121 punten gekregen hadden en dat ze daarmee op de 3de plaats waren geëindigd. De Turkse inzending ontving 3 keer het maximum van de punten.
België deed niet mee in 1997 en van Nederland ontving het 2 punten.

### Gekregen punten

#### Finale
| 12 punten                                    | 10 punten                       | 8 punten | 7 punten                                      | 6 punten                                                 |
| -------------------------------------------- | ------------------------------- | -------- | --------------------------------------------- | -------------------------------------------------------- |
| - Bosnië en Herzegovina - Duitsland - Spanje | - Malta                         |          | - Griekenland - IJsland - Italië - Oostenrijk | - Estland - Frankrijk - Hongarije - Zweden - Zwitserland |
| 5 punten                                     | 4 punten                        | 3 punten | 2 punten                                      | 1 punt                                                   |
| - Portugal                                   | - Rusland - Verenigd Koninkrijk |          | - Ierland - Nederland                         |                                                          |

### Punten gegeven door Turkije

#### Finale
Punten gegeven in de finale:
| 12 punten | Malta                 |
| 10 punten | Slovenië              |
| 8 punten  | Bosnië en Herzegovina |
| 7 punten  | Verenigd Koninkrijk   |
| 6 punten  | Ierland               |
| 5 punten  | Italië                |
| 4 punten  | Spanje                |
| 3 punten  | Hongarije             |
| 2 punten  | Frankrijk             |
| 1 punt    | Nederland             |